# 피리어드. 엔드 오브 센텐스.
《피리어드. 엔드 오브 센텐스.》(Period. End of Sentence.)는 미국에서 제작된 레이카 제타브치 감독의 2018년 다큐멘터리 영화이다. 이 다큐멘터리는 인도 하푸르(Hapur) 지역 여성들이 저비용 생분해성 생리대를 제조하는 기계를 운영하는 방법을 배우고 적당한 가격에 다른 여성에게 판매하는 장면이 나온다. 기초적인 제품 접근을 제공함으로써 여성 위생을 개선시키는데 도움을 줄뿐 아니라 여성에게 월결을 둘러싼 인도의 금기를 벗어버릴 권한을 주도록 하는 것이다.

## 수상
- 아카데미 단편 다큐멘터리 영화상 - 제91회 아카데미상[3][4]